# Akadama
L'akadama (赤玉, del japonès aka = vermell i dama = bola) és una argila vermella-marró d'origen volcànic que es troba tan sols al Japó i que es fa servir com a substrat de cultiu neutre principalment per al creixement del bonsai. L'estructura i la granulometria d'aquest substrat permet conservar un nivell d'humitat ideal per al bon desenvolupament dels vegetals que en ella hi resten, i és àmpliament utilitzat pels bonsaistes professionals que l'acostumen a adquirir en establiments especialitzats en l'art del bonsai.